# Romaine Brooks
Romaine Brooks, nascuda Beatrice Romaine Goddard (Roma, Itàlia, 1 de maig de 1874 – Niça, França, 7 de desembre de 1970), va ser una pintora estatunidenca que va treballar sobretot a París i a Capri. Va especialitzar-se en l'art del retrat i la seva obra es caracteritzava per l'ús d'una paleta suau de tons grisos. Brooks va ignorar les tendències artístiques contemporànies com ara el Cubisme i el Fauvisme i va desenvolupar una estètica pròpia inspirada en l'obra de Charles Conder, Walter Sickert i James McNeill Whistler. Va retratar des de models anònims fins a aristòcrates. És coneguda pels seus retrats de dones andrògines o vestides amb roba masculina, incloent-hi el seu autoretrat fet l'any 1923, que és una de les seves obres més reproduïdes arreu.
Brooks va tenir una infantesa infeliç després que el seu pare alcohòlic abandonés la família; la seva mare n'abusava emocionalment i el seu germà patia una malaltia. Aquesta etapa va marcar-la per tota la vida. Va passar diversos anys en la pobresa mentre estudiava a Itàlia i França, després va heretar una fortuna arran de la mort de la seva mare l'any 1902. La riquesa li va donar la llibertat d'escollir els seus propis models. Normalment pintava persones pròximes, com ara l'escriptor i polític italià Gabriele D'Annunzio, la ballarina russa Ida Rubinstein, i la seva parella durant més de 50 anys, Natalie Barney.
Tot i que va viure fins al 1970, es té la creença errònia que va pintar molt poc després de 1925, malgrat que hi ha fets que ho contradiuen. Va realitzar sèries de dibuixos durant els anys 1930 utilitzant tècniques «no premeditades» de dibuix automàtic. A mitjan anys 1930 va passar un temps a Nova York, on va realitzar els retrats de Carl Van Vechten i Muriel Draper.

## Vida

### Infantesa i educació
Beatrice Romaine Goddard va néixer a Roma, Itàlia, com a la més jove dels tres fills d'Ella (Waterman) Goddard i el major Henry Goddard, dos estatunidencs adinerats. L'avi matern era el multimilionari S. Waterman Jr. Els seus pares es van divorciar quan era molt petita, i el seu pare va abandonar la família. Beatrice va ser criada per la seva mare, que era inestable i va abusar d'ella emocionalment mentre cobria d'atencions el seu germà amb una malaltia mental. Van viure principalment a Nova York, on Goddard havia de controlar el seu germà perquè aquest atacava qualsevol persona que se li acostava. Segons les seves memòries, quan tenia set anys la seva mare la va enviar a viure amb una família pobra, després va desaparèixer i va deixar de fer els pagaments acordats. Aquesta família va seguir cuidant de Beatrice, malgrat que això els enfonsés més en la pobresa. No els va dir on vivia el seu avi per por a tornar amb la seva mare.
Després que la família d'acollida localitzés l'avi pel seu compte, aquest es va comprometre enviar Beatrice a estudiar durant diversos anys a St. Mary's Hall, un internat per a noies a Burlington, Nova Jersey. Posteriorment va assistir a un col·legi conventual i entremig va passar algun temps amb la seva mare, que viatjava constantment per Europa, tot i que l'estrès del viatge fes que St Mar fos més difícil de controlar. A l'edat adulta Goddard es va referir a si mateixa com un "infant màrtir".
L'any 1893, quan tenia 19 anys, Goddard va deixar la família i se'n va anar a París. Com que va rebre un subsidi molt baix de la seva mare, va prendre algunes lliçons de cant i durant un temps va cantar en un cabaret, abans de descobrir que estava embarassada i de donar a llum a una nena el 17 de febrer de 1887. Va deixar l'infant a un convent perquè en tinguessin cura i se'n va anar a Roma a estudiar art. Goddard era l'única estudiant femenina de la classe, ja que era inusual que les dones treballessin amb models nus. Va patir algunes situacions d'assetjament sexual, sobretot per part d'un company que la volia forçar a casar-se amb ell, i davant d'aquesta situació va decidir anar-se'n a Capri.
L'estiu de 1899 Goddard va llogar un estudi a la part més pobra de l'illa de Capri, on era molt car viure. Encara no tenia prou diners per sobreviure, i després de diversos mesos de fam va patir un col·lapse físic. L'any 1901 va morir el seu germà St. Mar. Va retornar a Nova York per ajudar a cuidar la seva mare, que va morir menys d'un any després per complicacions a una diabetis avançada. Goddard tenia 28 anys quan ella i la seva germana van heretar la gran finca que els seu avi Waterman havia deixat, cosa que les va fer econòmicament independents.

### Matrimoni i família
El 13 de juny de 1903 Goddard va casar-se amb el seu amic John Ellingham Brooks, un reeixit pianista i traductor que passava penúries econòmiques. Era homosexual i Goddard mai va acabar de revelar exactament per què es va casar amb ell. La seva primera biògrafa Meryle Secrest creu que es va moure motivada per la preocupació per ell i el desig de companyia, més que per la necessitat d'un matrimoni de conveniència. Les disputes van començar immediatament quan ella es va tallar els cabells i va encarregar roba d'home per un viatge a Anglaterra; ell es va negar de deixar-se veure en públic amb ella vestida d'aquella manera. Fidel a la seva essència, va deixar-lo després de només un any de matrimoni i va anar a viure a Londres. També s'havia espantat per les contínues referències d'ell cap als «nostres» diners. J. E. Brooks va passar la resta de la seva vida a Capri (on va morir l'any 1929) on va viure durant un temps amb E. F. Benson, autor de les novel·les Mapp and Lucia.

## Carrera professional
L'any 1904 Romaine Brooks, el nom que va escollir, va veure que no estava satisfeta amb el seu treball, i en particular amb les paletes de colors vius que va utilitzar en les seves primeres pintures. Va viatjar a St. Ives a la costa de Cornualla, va llogar un petit estudi, i va començar a experimentar per crear diversos matisos de gris. Quan un grup d'artistes locals li va demanar una exposició informal de la seva obra només va ensenyar aquells treballs realitzats amb pintura grisa. A partir d'aquí, va realitzar la major part de les seves pintures en tots grisos, blancs i negres amb alguns petits tocs d'ocre, ambre, alizarina i verd blavós. L'any 1905 ja havia trobat la seva paleta tonal, la qual va continuar desenvolupant durant tota la seva carrera.

### Primera exposició
Brooks va deixar St. Ives per anar-se'n a París a l'època quan pintors joves i pobres com Pablo Picasso i Henri Matisse creaven un nou art als districtes bohemis de Montparnasse i Montmartre. En contrast, Brooks va llogar un apartament al districte 16è, llavors de moda, barrejant-se en els cercles socials d'elit i pintant retrats de dones amb títol i riques, entre les quals es trobava la seva amant del moment, la Princesa de Polignac. 

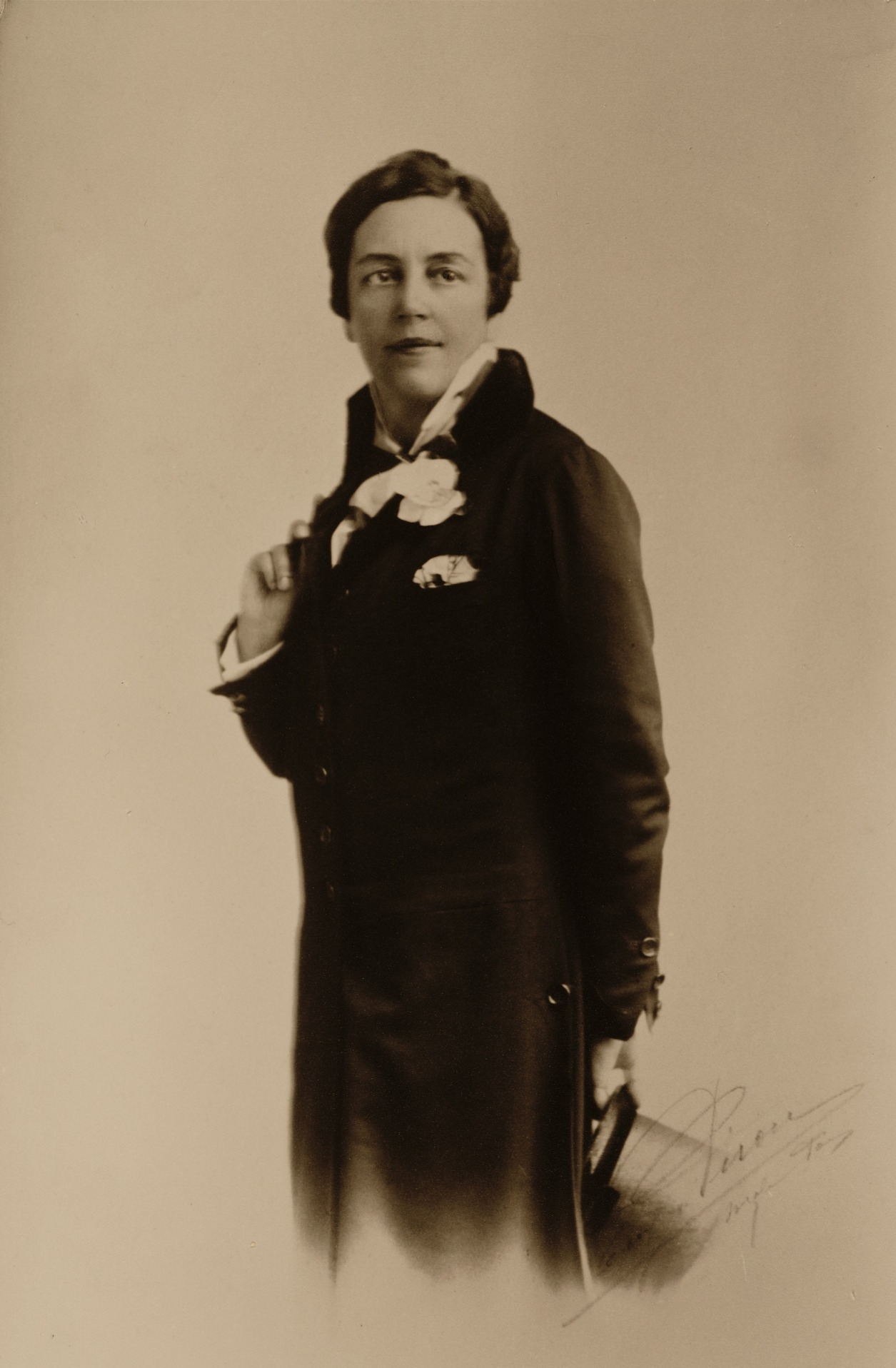
Romaine Brooks (ca. 1910) / Fotografia de Perou extreta dels Archives of American Art

L'any 1910 Brooks va aconseguir la seva primera exposició en solitari a la prestigiosa galeria Durand-Ruel, on va mostrar tretze pintures de dones i noies. Unes quantes eren retrats; altres mostraven models anònimes en escenes interiors o davant de fons tonals, normalment amb expressions pensives i taciturnes. Les pintures eren majoritàriament naturalistes, posant l'atenció en els detalls de la moda de la Belle Époque amb para-sols, vels i barrets elaborats.
Brooks va incloure dos estudis de nu en la seva primera exposició -una tria provocadora per a una dona artista l'any 1910. A The Red Jacket podem veure una dona jove dreta davant d'una llarga pantalla portant només una petita jaqueta oberta, amb les mans a l'esquena. Es veia tan fràgil i tan distant que un crític contemporani s'hi va referir com a comercial; Brooks la va descriure senzillament com "una pobra noia que tenia fred". L'altre, White Azaleas, és un estudi de nu d'una dona reclinada en un sofà, amb més càrrega sexual. Les ressenyes contemporànies ho van comparar amb La maja desnuda de Francisco de Goya i l'Olympia d'Édouard Manet. A diferència de la resta de pintures, la protagonista de White Azaleas allunya la vista de l'espectador; al fons hi podem veure una sèrie d'impressions japoneses, que agradaven molt a l'autora.
L'exposició va posar els fonaments de la reputació de Brooks com a artista. Les ressenyes van ser efusives, i el poeta Robert de Montesquiou la va definir com una "lladre d'ànimes". La decoració austera i gairebé monocromàtica de casa seva també va cridar l'atenció; sovint se li demanava consell sobre el disseny d'interiors malgrat no ser decoradora. Brooks es va anar desil·lusionant cada vegada més amb l'alta societat parisenca, avorrint-se amb les converses i sentint comentaris sobre ella arreu. Malgrat el seu èxit artístic es va descriure a ella mateixa com una lapidé, una víctima de lapidació.

### Gabriele d'Annunzio i Ida Rubinstein
L'any 1909 Brooks va conèixer Gabriele d'Annunzio, un escriptor i polític italià que havia hagut de fugir a França per deutes. Ella el va veure com un artista màrtir, un altre lapidé; ell va escriure poemes sobre les pintures de Brooks i la va descriure com "la més profunda i sàvia orquestradora de grisos en la pintura moderna".
L'any 1911 va relacionar-se romànticament amb Ida Rubinstein, l'actriu i ballarina russa que en aquell moment era l'estrella dels Ballets Russos de Serge Diàguilev. D'Annunzio també sentia una atracció obsessiva però no corresposta per a Rubinstein, que estava profundament enamorada de Brooks. Rubinstein volia comprar una granja on viure juntes, una forma de vida que no interessava gens a Brooks.
Tot i que van trencar la relació l'any 1914, Brooks va pintar Rubinstein en diverses ocasions. Per a Brooks, la bellesa "fràgil i andrògina" de Rubinstein representava un ideal estètic. Les primeres pintures són una sèrie de nus al·legòrics. A The Crossing (també conegut com The Dead Woman), Rubinstein sembla estar en coma, estirada sobre un llit blanc contraposat a un fons negre que s'interpreta com la mort o com una ala simbòlica de Brooks on ella flota per satisfacció sexual. A Spring apareix representada com una Madonna pagana que escampa flors al terra d'un prat. Quan Rubinstein va protagonitzar l'obra d'D'Annunzio El martiri de Sant Sebastià, Brooks la va pintar com un Sant Sebastià ros, lligada a un post, essent disparada per un nan emmascarat dret sobre una taula. El nan era una representació satírica d'Annunzio.
Al principi de la Primera Guerra Mundial Brooks va pintar La France Croisée, una imatge simbòlica de França a la guerra ensenyant una infermera de la Creu Roja mirant al costat amb expressió decidida mentre Ypres crema a la distància darrere seu. Tot i que no és un retrat de Rubinstein es creu que ella podria haver fet de model per l'obra. Aquest quadre va ser exhibit juntament amb un poema de D'Annunzio clamant pel coratge i la resolució en temps de guerra, i va ser reproduït més tard en un llibret que es va vendre per recaptar fons per a la Creu Roja. Després de la guerra, Brooks va rebre la creu de la Legió d'Honor pels seus esforços de recaptació.
Pel seu imaginari polític The Cross of France ha estat comparat amb La llibertat guiant el poble d'Eugène Delacroix, on una dona que personifica la llibertat alça una bandera per sobre un fons d'una ciutat en flames. La Llibertat de Delacroix guia un grup de parisencs que han pres les armes, mentre que la figura de The Cross of France està sola. Brooks va plantejar la imatge romàntica d'una figura en heroica isolació tant en el retrat de D'Annunzio de 1912 com en el seu autoretrat de 1914, on els protagonistes estan embolcallats per túniques fosques i isolats davant de paisatges marítims.
Durant la guerra D'Annunzio va esdevenir un heroi nacional com a líder de l'esquadró de combat. Durant la Conferència de Pau de París va liderar un grup de nacionalistes irregulars que van assetjar i mantenir la ciutat de Fiume per evitar que Itàlia la cedís a Croàcia. Va establir breument un govern, la Regència Italiana de Carnaro, amb ell mateix com a Duce. Tot i que és considerat un dels precursors del feixisme italià, D'Annunzio mai va formar part del govern de Mussolini i cap al final de la seva vida va desmarcar-se totalment d'aquesta ideologia. No hi ha evidència que Brooks combregués amb les idees feixistes del seu amic D'Annunzio, a qui admirava sobretot com a artista i company.
El 16 de juny de 2016, sota la direcció del Dr. Langer i el Legion Group Arts, el jove investigador italià Giovanni Rapazzini de Buzzaccarini va descobrir una obra primerenca perduda de Brooks al Vittoriale de Gardona. Es tractava d'una còpia d'una obra de Perugino elaborada quan era estudiant a Roma. Es tractava del Retrat d'un home jove, que va pintar perquè va pensar que semblava una noia. Més tard va regalar-lo a D'Annunzio com una broma, ja que aquest tenia per costum penjar les fotografies de les seves amants. Buzzaccarini la va trobar a la sala de música.
D'Annunzio i Brooks van passar l'estiu de 1910 en una villa de la costa francesa, fins que D'Annunzio va ser importunat per una de les seves ex-amants. Gelosa, va arribar a les portes de la villa de Brooks pistola en mà, demanant entrar. Després d'aquest incident l'amistat entre els dos es va refredar, però es va mantenir fins a la mort d'ell.
Brooks va pintar Rubinstein una última vegada a The Weeping Venus (1916-17), un nu basat en una fotografia que Brooks havia pres durant la seva relació, ja que Rubinstein no parava de moure's. Segons les memòries no publicades de Brooks, la pintura representa el "fracàs dels déus familiars" com a resultat de la Primera Guerra Mundial. Va intentar repintar a Venus en diverses ocasions, però la cara de Rubinstein sempre li retornava a la memòria.

### Natalie Barney i els retrats de La riba esquerra
La relació més llarga i important de Brooks va ser a tres bandes amb l'escriptora estatunidenca Natalie Clifford Barney i l'aristòcrata Lily de Gramont, amb qui va formar un trio fins al final de les seves vides. Barney era clarament anti-monògama, un fet que les altres dues dones van haver d'acceptar.
Brooks va conèixer Barney l'any 1916, quan l'escriptora ja portava set anys de relació amb la Duquessa Elisabeth de Gramont, també coneguda com a Lily o Elisabeth de Clermont-Tonnerre, casada i mare de dues filles. Després d'una breu deliberació, Barney va oferir a Gramont un contracte de matrimoni a canvi de no haver de renunciar a Brooks. Les tres dones van formar un triangle estable durant tota la vida on la fluïdesa de gènere i la llibertat sexual eren primordials.
Tot i que Brooks tolerava les relacions informals de Barney i ella mateixa en va tenir algunes, es posava gelosa quan alguna relació es tornava massa seriosa. Normalment marxava de la ciutat per posar un ultimàtum a Barney. Alhora, tot i aquesta devoció no li agradava viure sempre amb Barney. No li agradava París, ni els amics de Barney, i odiava socialitzar massa. Se sentia millor estant sola, així que les tres dones van acordar construir un pavelló amb dues ales separades anomenat Villa Trait d'Union que només compartia el menjador. Brooks passava una part de mesos a Itàlia o viatjant per Europa, lluny de Barney. La relació va durar més de 50 anys.
El retrat de Barney té un estil més suau que altres pintures dels anys 20. Barney seu en un abric de pell a la casa del número 20 de Rue Jacob on vivia i tenia un saló literari. A la finestra del darrere es pot observar un pati cobert de neu. Brooks sovint incloïa animals o models d'animals en les seves composicions per representar les personalitats dels seus models, i va pintar a Barney amb una petita escultura d'un cavall al·ludint a l'amor a muntar a cavalla que havia portat a Remy de Gourmont a batejar-la com "l'Amazona". El document sobre el qual es troba el cavall és possiblement un dels manuscrits de Barney.
De 1920 a 1924 la majoria de models de Brooks van ser dones del cercle social de Barney o que visitaven el seu saló. Truman Capote, que va visitar l'estudi de Brooks a final de 1940, potser exagerava una mica en anomenar-lo "la galeria definitiva de tots els famosos d'entre 1880 i 1935", però certament Brooks en va pintar a molts, com ara l'amant de Barney en aquell moment (Elizabeth Eyre de Lanux), la seva amant Renata Borgatti, Lady Troubridge, la parella de Radclyffe Hall, i l'artista Gluck (Hannah Gluckstein). Una altra de les amants de Brooks va ser l'excèntrica marquesa Luisa Casati, de qui va pintar el retrat l'any 1920 mentre vivia a Capri.
En la majoria de pintures hi apareixen dones vestides amb roba masculina. Mentre que l'any 1903 Brooks havia espantat al seu marit tallant-se els cabells i encarregant un vestit d'home a un sastre, a mitjans dels anys 20 era tendència. Dones com Gluck, Troubridge i Brooks utilitzaven variacions de la moda masculina, no per fer-se passar com a homes sinó com a seny a d'identitat -una manera de fer visible la seva sexualitat. Tanmateix, durant aquesta època el codi encara no s'havia estès de manera que pocs podien llegir-ne el significat entre línies.
Gluck, una artista que Brooks havia pintat cap a 1923, va destacar més en la premsa contemporània pel seu estil que pel seu art. Va portar l'estil masculí molt més enllà del fet de portar pantalons en totes les ocasions, cosa que no es considerable acceptable en aquells anys 20. Els articles ho presentaven com una excentricitat artística o un símbol de la seva ultra-modernitat. El retrat de Brooks mostra Gluk en camisa blanca, corbata de seda i una jaqueta negra i llarga que ella mateixa havia dissenyat. A la mà dreta aguanta un barret d'home. Brooks va pintar aquestes vestidures masculines amb la mateixa atenció que havia retratat anys enrere els para-sols i plomes d'estruç de La Belle Époque. Però mentre que algunes de les pintures primerenques de Brooks mostren figures tristes "consumides pels enagos, barret amb vels i altres trampes de la feminitat", Gluck es mostra intensa, una artista que insisteix a ser presa seriosament. La seva aparença andrògina dificulta veure que és una dona sense l'ajuda del títol -Peter, a Young English Girl- que contrasta amb el gènere ambigu de la imatge.
L'autoretrat de Brooks de 1923 té un to sever. Brooks -que també s'havia dissenyat la seva pròpia roba- es va pintar a ella mateixa amb un vestit de muntar fet a mida, guants i barret e copa. Darrere d'ella veiem un edifici en ruïnes en gris i negre sota un cel de color pissarra. Els únics punts de color són el vermell del pintallavis i del llistó de la Legió d'Honor que porta a la solapa, recordant les insígnies de la Creu Roja. Té els ulls ombrejats per l'ala del barret, de manera que, segons un crític, "T'està vigilant abans d'acostar-te prou com per poder mirar-la. No invita passivament a l'apropament, sinó que decideix si val la pena fer l'esforç".
L'any 1925 Brooks va realitzar diverses exposicions a París, Londres i Nova York. No hi ha evidències que sostinguin l'afirmació que Brooks va deixar de pintar a partir d'aquesta data. Els anys 30, quan era a Nova York, va pintar els retrats de Carl Van Vechten l'any 1936 i el de Mureal Draper l'any 1938. També se sap que va adquirir algunes pintures durant la Segona Guerra Mundial quan estava atrapada a Florència amb Natalie Barney. Els investigadors també han trobat fotografies on apareixen alguns treballs de Brooks que encara no han aparegut. A més, va realitzar el que es creu que és el seu últim retrat quan tenia 87 anys, l'any 1961. L'artista va afirmar que havia seguit dibuixant tota la seva vida, de manera que no hi ha cap raó per assumir que havia deixat de fer-ho quan McAvoy va pintar el seu retrat. De fet, ella mateixa va dir en una entrevista l'any 1968 que li va afectar que McAvoy mostrés un munt de pinzells secs en el seu retrat, "com si ja no pintés". Aquest comentari sembla indicar que se sentia lluny d'estar acabada com a pintora. En una ocasió fins i tot va voler pintar un retrat de McAvoy però ell mai va tenir temps de posar per ella.
L'any 1930, mentre es recuperava d'un esquinç, Brooks va començar una sèrie de més de 100 dibuixos d'humans, àngels, dimonis, animals i monstres, tots formats per línies corbes contínues. Quan començava una línia que no sabia a on aniria a parar deixava que els dibuixos "evolucionessin des del subconscient... sense premeditació". Al mateix temps Brooks va escriure les seves memòries inèdites, No Pleasant Memories, on els crítics van observar-hi un clar impacte de la seva infantesa en el seu tarannà. Dècades després, als 85 anys, va afirmar: "La meva mare s'interposa entre la vida i jo".

### Últims dies
L'any 1937 Brooks va traslladar-se de París a Villa Sant'Agnese, als afores de Florència. Barney s'hi va unir el 1940, fugint de la invasió de França per part d'Alemanya. Després de la Segona Guerra Mundial Brooks negar-se a tornar a París amb Barney, dient que volia "tornar a la vida pintora i a la seva pintura". A partir d'aquí les dues dones van dedicar-se a promocionar el seu treball i a organitzar exposicions en galeries i museus. Brooks es va tornar cada vegada més reservada, i tot i que Barney continuava visitant-la freqüentment, a mitjans dels anys cinquanta la feia quedar en un hotel i només es reunien per dinar. Brooks va recloure's unes setmanes a una cambra fosca perquè creia que estava perdent la vista. Es va tornar paranoica, tement que algú robés els seus dibuixos i que el seu xofer l'enverinés. En una carta de 1965, va advertir a Barney que no s'assegués als bancs del jardí perquè les plantes li podien absorbir la vitalitat: "Els arbres són els nostres enemics i ens xuclen la vida." En el seu últim any de vida va tallar tota comunicació amb Barney, deixant les cartes sense resposta i negant-se a obrir la porta. Va morir a Niça, França, l'any 1970 a l'edat de 96 anys. Brooks és enterrada al cementiri anglès de Niça, prop de la seva mare i el seu germà St. Mar.

## Influències
Brooks es va mantenir al marge de les tendències artístiques i els moviments del seu temps, "actuant com si els fauvistes, els cubistes i els expressionistes abstractes no existissin". No obstant això, alguns crítics afirmen que Brooks va rebre la influència de les il·lustracions d'Aubrey Beardsley, una afirmació que Brooks refuta en la seva entrevista de 1968. Els anys 30 va continuar amb els experiments surrealistes que havia iniciat a la dècada de 1880 quan era només una adolescent. McAvoy la considerava la primera artista surrealista, ja que els seus dibuixos basats en el subconscient han estat comparats amb el dibuix automàtic dels surrealistes dels anys 20 (època posterior).
La influència més destacable en la pintura de Brooks és la de James McNeill Whistler, la paleta suau del qual la va inspirar a l'hora d'adoptar un esquema de color monòton amb accents de pigments tintats. A través d'aquesta tècnica podia suggerir una restricció clàssica i crear tensions modulades per la forma, la textura i les ombres. Segurament va conèixer l'obra de Whistler a través del col·leccionista d'art Charles Lang Freer, que va conèixer a Capri al voltant de 1899, i que va comprar una de les seves primeres obres. Brooks va dir que "es va meravellar per la subtilesa màgica dels tons de Whistler", però va pensar que a les seves composicions els mancava subtilesa en l'expressió. Podem veure aquesta influència en algun retrat de la dècada de 1920. Mentre les postures són gairebé idèntiques, Brooks n'elimina tots els detalls de l'escena domèstica de Whistler, deixant només Borgatti i el seu piano, una imatge d'un artista totalment centrat en el seu art.

## Llegat i crítica moderna
Fins a la dècada de 1960 l'obra de Brooks va ser oblidada perquè els crítics d'art l'havien deixat de banda per l'estil realista de la seva pintura. La recuperació de la pintura figurativa a partir dels 80 i el nou interès en l'exploració del gènere i la sexualitat a través de l'art van provocar la recuperació de la seva obra. Actualment es considera una precursora en l'art de temàtica de gènere i transgènere. Els crítics han descrit els seus retrats dels anys 20 com una "lleu celebració del canvi de gènere com un acte heroic" visibles en les "primeres estrelles esfòniques visibles en la història del modernisme".
Els retrats de Brooks realitzats a partir del seu autoretrat de 1914, entre els quals hi trobem La France croisée, han estat interpretats com una creació d'imatges noves de dones fortes. En els retrats de la dècada de 1920, en particular, retrata uns personatges poderosos, amb confiança i sense por. Un crític els va comparar a les cares de Mont Rushmore. Brooks sembla haver plantejat els seus retrats a través d'aquesta òpitica. Segons les memòries de Natalie Barney, en una ocasió una dona es va queixar en veure el seu retrat: "No m'has embellit", al que Brooks va respondre: "T'he ennoblit".
No obstant això, Brooks no sempre va ennoblir els seus models. La riquesa heretada la va alliberar de la necessitat de vendre les seves pintures; no li importava si complia amb les expectatives, i el seu enginy, quan es desencadenava, podria ser devastador. Un exemple sorprenent és el retrat de 1914-1514 d'Elsie de Wolfe, una dissenyadora d'interiors que creia que li havia copiat la seva paleta de colors monocromàtics. Brooks va pintar De Wolfe d'un color pàl·lid com de porcellana, amb un vestit blanc, un barret que s'assemblava a una gorra de dutxa, i una cabra de ceràmica blanca col·locada sobre una taula a l'alçada del seu colze que sembla imitar la seva expressió simpàtica.
Una de les pintures més analitzades de Brooks, un retrat de 1924 de Lady Troubridge, ha estat definit des d'un exemple d'empoderament femení fins a una caricatura. El crític d'art Michael Duncan veu la pintura com una burla a l'aparença de dandi de Troubridge, mentre que per a Meryle Secrest és "un triomf de la ironia". Laura Doan, assenyalant alguns articles de diaris i revistes de 1924 on collarets alts, jaquetes de setí a mida i rellotges de canell eren la tendència de moda, descriu la capacitat de Troubridge de tenir "sentit de la moda i una especial vista pels detalls". Però la moda britànica no tenia èxit a París; Natalie Barney i altres dones del seu cercle consideraven l'aparença de Troubridge ridícula. Brooks va expressar la seva opinió en una carta a Barney: "És divertit pintar a Una (Lady Troubridge), el seu estil és notable. Farà somriure a les generacions futures".
L'any 2016, la revista de la Smithsonian va presentar una exposició sobre l'art de Romaine Brooks, declarant: "El món està finalment preparat per comprendre Romaine Brooks".

### Retrats literaris de Brooks
Durant els anys 30 Brooks va convertir-se en la protagonista de tres retrats literaris, tots retratant-la com a part dels cercels socials lèsbics de París i Capri. Brooks va ser la model de la pintora Venetia Ford a la primera novel·la de Radclyffe Hall, The Forge (1924). La protagonista, Susan Brent, coneix a Ford en un ball de màscares a París. Les descripcions de les dones recorden molt als retrats de Brooks, sobretot als d'Elisabeth de Gramont i Una Troubridge. Brent decideix deixar el seu marit i dedicar-se a l'art després de veure la pintura The Weeping Venus. Brooks també apareix sota el nom d'Olympia Leigh a l'obra Extraordinary Women (1928) de Compton Mackenzie, una novel·la sobre un grup de lesbianes a Capri durant la Primera Guerra Mundial. Tot i que la novel·la era satírica, Mackenzie va tractar a Brooks amb més dignitat que a la resta de personatges, retratant-la com una gran observadora dels embolics de gelosia de les altres -fins i tot en aquells on ella participava. A Ladies Almanack (1928) de Djuna Barnes, una novel·la sobre el cercle social parisenc de natalie Barney, Brooks hi fa una breu aparició com a Cynic Sal, que "es vesteix com un cotxer de l'època de Pecksniff" -una referència al seu estil que mostra a l'autoretrat de 1923.